# Deutsche Nähmaschinen-Fabrik
Die Deutsche Nähmaschinen-Fabrik wurde 1863 von Joseph Wertheim in Frankfurt am Main gegründet. Das Unternehmen wurde bald zum größten deutschen Nähmaschinen-Hersteller. Bis 1920 entstanden in der Fabrikanlage in Frankfurt-Bornheim rund 1,5 Mio. Nähmaschinen, von denen ein großer Teil in den Export nach Australien und Südamerika ging. Die Produktion wurde 1932 nach Spanien verlegt, 1940 erfolgte die Löschung der Firma. Die Marke Wertheim bestand noch bis 1975.

## Geschichte

Wertheim-Fabrik in Frankfurt am Main, 1868

Der achtundzwanzigjährige Mechaniker Joseph Wertheim aus Rotenburg an der Fulda kam 1862 nach Bornheim, das damals noch vor den Toren Frankfurts lag. Er hatte die Generalvertretung für Nähmaschinen des US-amerikanischen Herstellers Wheeler & Wilson für den süddeutschen Raum übernommen und gründete eine Verkaufsniederlassung auf einem Gelände zwischen Burgstraße und Petterweilstraße, nördlich der Bornheimer Heide. Eine Werkstatt für die Herstellung von Ersatzteilen unterhielt er auf dem Grundstück Große Friedberger Straße 7. 1863 richtete er in Hanau, schwarze Straße 7 (heute Graf-Philipp-Ludwig-Straße), seine erste Nähmaschinenfabrik ein, wo bis 1865 bereits 1.000 Nähmaschinen produziert wurden. Ende 1867 errichtete er an der Burgstraße eine neue Fabrik, die 1868 mit 80 Arbeitern ihre Tätigkeit aufnahm. Drei Jahre später wurden schon 300 Arbeiter beschäftigt.
Am 6. Mai 1873 wurde das Unternehmen in eine Aktiengesellschaft umgewandelt, die Firma lautete nun AG Deutsche Nähmaschinen-Fabrik von Jos. Wertheim, und die Aktien wurden nur an Mitarbeiter verkauft. Im gleichen Jahr wurde auch eine Zweigniederlassung in Barcelona gegründet. 1883 betrug die Jahresproduktion bereits 35.000 Nähmaschinen, die von 600 Arbeitern an etwa 350 Arbeitsmaschinen hergestellt wurden. Das Fabrikgelände belegte inzwischen den gesamten Straßenblock zwischen Burg-, Eichwald-, Petterweil- und Germaniastraße mit etwa 7800 Quadratmetern.▼ Wertheim war inzwischen der größte Arbeitgeber Bornheims. Ein erheblicher Teil der Produktion wurde nach Australien und Südamerika exportiert. Die Fabrik besaß zwei Dampfkessel von 185 Quadratmetern Heizfläche, zwei Dampfmaschinen von zusammen 95 Pferdestärken, zwei Kupolöfen und eine Gießerei, in der nach eigenen Patenten Formteile gefertigt wurden. 
Ab 1875 wurde das Unternehmen durch zwei Geschäftsführer geleitet, Samuel Guckenheimer und Carl Wettach. Sie führten die Geschäfte bis 1890, als Ernst Wertheim, der älteste Sohn von Joseph Wertheim, in die Geschäftsführung eintrat.
Am 31. Mai 1883 mittags brach im östlichen Fabrikgebäude, in dem sich die Schreinerei, Gießerei, ein Teil der Dreherei und die Lackierwerkstatt befanden, ein Brand aus, der durch den starken Ostwind auch auf das westliche Gebäude übergriff; Dachstühle und Decken stürzten ein, und ca. 600 Nähmaschinen wurden zerstört. Brandursache war vermutlich fahrlässiger Umgang mit Feuer in der Lackiererei. Der Schaden war durch eine Feuerversicherung gedeckt. Als Folge mussten dennoch 1884 ca. 150 Arbeiter wegen 25%iger Produktions-Rückstände entlassen werden.

Wertheim-Fabrik in Frankfurt am Main, 1900

1907 erwarb das Unternehmen ein 30.000 Quadratmeter großes Grundstück beim Bahnhof Bonames am Frankfurter Berg zum Bau einer Gießerei, die bereits 1908 eröffnet wurde.▼ Im selben Jahr wurde auch die einmillionste Nähmaschine ausgeliefert. 1911 wurde eine Eisengießerei errichtet. Bis 1918 stieg die Gesamtproduktion auf etwa 1,5 Millionen Nähmaschinen.
1920 wurde die 1870 gegründete Zweigniederlassung in Barcelona in die Rápida SA umgewandelt, die von einem Sohn von Joseph Wertheim, Karl Wertheim (Carlos Vallin) geleitet wurde. Ab 1932 wurde dann die ganze Fabrikationseinrichtung in Frankfurt demontiert und die Nähmaschinenproduktion nach Barcelona verlegt. In der Zeit des Nationalsozialismus bemühte sich die Stadtverwaltung, jegliche Erinnerung an die deutsch-jüdische Familie Wertheim auszulöschen. 1936 wurden die Fabrikgebäude in Bornheim abgerissen und 1938 Wohnhäuser auf dem Gelände errichtet. 1937 wurde die Akte des Unternehmens bei der Frankfurter Industrie- und Handelskammer ausgesondert, 1940 erfolgte die endgültige Löschung der Firma im Handelsregister von Amts wegen.
Die Teves Maschinen- und Armaturenfabrik erwarb 1940 die Gießerei am Frankfurter Berg. 1943 übernahm die Olivetti-Gruppe die Rapida SA in Barcelona, wo noch bis 1975 Nähmaschinen unter der Marke Wertheim produziert wurden.

## Bekannte Modelle
- Electra
- Griffin
- Rhenania
- Saturn
- Saxonia
- Superba
- Triumph
- Triplex

## Produktionszahlen
| Jahr | Produktion | Gesamtproduktion | Mitarbeiter | Anmerkungen                                |
| ---- | ---------- | ---------------- | ----------- | ------------------------------------------ |
| 1862 | ?          | ?                | ?           |                                            |
| 1863 | ?          | ?                | 28          |                                            |
| 1864 | 350        | 350              |             |                                            |
| 1865 | 650        | 1.000            | 90          |                                            |
| 1866 | 700        | 1.500            |             |                                            |
| 1867 | 1.500      | 3.000            |             |                                            |
| 1868 | 4.000      | 7.000            |             | Eröffnung der Fabrik in Frankfurt-Bornheim |
| 1869 | 6.200      | 13.200           |             |                                            |
| 1870 | 7.500      | 20.700           |             |                                            |
| 1871 | 8.200      | 28.900           | 300         |                                            |
| 1872 | 9.100      | 38.000           |             |                                            |
| 1873 | 10.000     | 48.000           |             |                                            |
| 1874 | 12.400     | 60.400           | 380         |                                            |
| 1875 | 14.600     | 75.000           |             |                                            |
| 1876 | 16.800     | 91.800           |             |                                            |
| 1877 | 21.000     | 112.800          |             |                                            |
| 1878 | 25.300     | 138.100          |             |                                            |
| 1879 | 27.900     | 166.000          |             |                                            |
| 1880 | 31.000     | 197.000          |             |                                            |
| 1881 | 32.000     | 229.000          | 540         |                                            |
| 1882 | 34.000     | 263.000          |             |                                            |
| 1883 | 35.000     | 298.000          | 600         | 31. Mai 1883 Großbrand                     |
| 1884 | 26.000     | 324.000          | 450         | 150 Entlassungen                           |
| 1885 | 25.000     | 349.000          | 440         |                                            |
| 1886 | 27.000     | 376.000          |             |                                            |
| 1887 | 25.000     | 401.000          |             |                                            |
| 1888 | 24.000     | 425.000          |             |                                            |
| 1889 | 23.000     | 448.000          | 480         |                                            |
| 1890 | 20.000     | 468.000          |             |                                            |
| 1891 | 21.000     | 489.000          |             |                                            |
| 1892 | 20.000     | 509.000          |             |                                            |
| 1893 | 18.000     | 527.000          |             |                                            |
| 1894 | 18.000     | 545.000          |             |                                            |
| 1895 | 18.000     | 563.000          | 500         |                                            |
| 1896 | 19.000     | 582.000          |             |                                            |
| 1897 | 22.000     | 604.000          |             |                                            |
| 1898 | 23.000     | 627.000          |             |                                            |
| 1899 | 25.000     | 652.000          |             | Todesjahr von Joseph Wertheim              |
| 1900 | 26.000     | 678.000          | 520         |                                            |
| 1901 | 28.000     | 706.000          |             |                                            |
| 1902 | 31.000     | 737.000          |             |                                            |
| 1903 | 36.000     | 773.000          | 560         |                                            |
| 1904 | 45.000     | 818.000          |             |                                            |
| 1905 | 52.000     | 870.000          |             |                                            |
| 1906 | 50.000     | 920.000          |             |                                            |
| 1907 | 51.000     | 971.000          |             |                                            |
| 1908 | 54.000     | 1.025.000        | 620         | Eröffnung der Eisengießerei Bonames        |
| 1909 | 54.000     | 1.079.000        |             |                                            |
| 1910 | 52.000     | 1.131.000        |             |                                            |
| 1911 | 53.000     | 1.184.000        |             |                                            |
| 1912 | 56.000     | 1.240.000        |             | 1.Mai Brand im neuen Teilemagazin          |
| 1913 | 54.000     | 1.294.000        | 580         |                                            |
| 1914 | 36.000     | 1.330.000        | 380         |                                            |
| 1915 | 32.000     | 1.362.000        | 320         |                                            |
| 1916 | 25.000     | 1.387.000        | 280         |                                            |
| 1917 | 20.000     | 1.407.000        | 240         |                                            |
| 1918 | 18.000     | 1.425.000        | 220         |                                            |